# División de Extensión Cultural de la Universidad de Antioquia
La División de Extensión Cultural de la Universidad de Antioquia es una dependencia adscrita a la Vicerrectoría de Extensión. Fue establecida mediante el Acuerdo Superior N.º 23 del 4 de octubre de 1946. Desde su creación, esta División ha orientado sus fuerzas al fomento, la difusión y la promoción de la cultura, conforme con la misión institucional plasmada en el Plan de Desarrollo de dicha Universidad, en el cual la cultura y el fomento de las manifestaciones artísticas son partes esenciales para la construcción de ciudadanía y el progreso de las relaciones entre las personas. 
Este eje conductor ha motivado a la División a desarrollar programas y proyectos institucionales, que permiten formar nuevas interacciones entre la educación y la cultura, que ayuden a la formación de la comunidad universitaria y de la ciudadanía en general. Entre las actividades realizadas en el presente por la División de Extensión Cultural figuran algunas como el Martes de Paraninfo, un evento que da cita a figuras reconocidas del ámbito cultural y académico del país y del exterior. También figuran otros eventos como conciertos, la red de cineclubes y las presentaciones de músicas, danzas y teatro que han permitido abrir espacios a las expresiones culturales de la ciudad, de la región, del país y del exterior. En ellos el espectador se ha encontrado frente a un sinnúmero de manifestaciones del arte y de la cultura que hacen de la Universidad un espacio abierto a la multiculturalidad.
Además, en su tarea de apoyar el desarrollo cultural de las diversas regiones, la Universidad se ha propuesto generar espacios donde cada localidad pueda comprender, valorar y encontrarse con su realidad cultural, y reconocerse e interrelacionarse en un diálogo con otras culturas y contextos, tanto en el medio local, como regional, nacional e internacional.